# Autoritat d'Antiguitats d'Israel
L'Autoritat d'Antiguitats d'Israel (AAI), coneguda fins al 1990 com a Departament d'Antiguitats és un organisme governamental israelià independent que s'encarrega del compliment de la Llei d'antiguitats de 1978 i que controla l'excavació i conservació de les antiguitats, així com en promou la recerca.
El director general de l'AAI és, actualment, Shuka Dorfmann. Les oficines es troben a l'edifici del Museu Rockefeller, a Jerusalem.

## Història
El Departament d'Antiguitats i Museus d'Israel, depenent del Ministeri d'Educació, fou fundat el 26 de juliol de 1948, llavors de l'establiment de l'estat d'Israel. Va continuar la tasca del Departament d'Antiguitats del Mandat britànic després de la partició de Palestina. Les activitats del nou departament es basaven principalment en les normatives del Departament d'Antiguitats britànic.
Era l'organisme del govern d'Israel responsable de les antiguitats del país i de l'administració dels museus petits. Entre les funcions principals s'hi incloïen el manteniment i la restauració de la col·lecció nacional d'antiguitats, la conservació de la col·lecció, l'elaboració d'una llista dels jaciments arqueològics, la inspecció d'aquests jaciments, la catalogació de noves troballes, dur a terme operacions de rescat de jaciments en perill, el manteniment d'una biblioteca arqueològica nacional i d'un arxiu, la publicació dels resultats de les excavacions, etcètera. També creà i gestionà el Cens Arqueològic d'Israel, que fou publicat en 10 km² de mapes.
L'AAI fou creada a partir del Departament pel parlament, la Knesset, en gran part a instàncies de l'últim director, Amir Drori, el 1999. Amir Drori esdevingué, a més, el primer director de l'AAI. L'Autoritat assumí totes les tasques i obligacions del Departament, però comptà amb un augment molt significatiu del personal per poder fer-se càrrec del Cens Arqueològic. Aquest període d'expansió durà uns quants anys, però actualment l'AAI ha vist el seu pressupost reduït i ha disminuït el nombre de col·laboradors. Tanmateix, segueix sent una institució activa i important.

## Directors de l'AAI
- Shmuel Yeivin, 1948-1961
- Avraham Biran, 1961-1974
- Avharam Eitan, 1974-1988
- Amir Drori, 1988-2000
- Yehosha Shuka Dorfmann, 2000-...